# Gonatocerus inflatiscapus
Gonatocerus inflatiscapus är en stekelart som beskrevs av Huber 1988. Gonatocerus inflatiscapus ingår i släktet Gonatocerus och familjen dvärgsteklar. Inga underarter finns listade i Catalogue of Life.